# Aleksy (Sołowjow)
Aleksy, imię świeckie Fiodor Aleksiejewicz Sołowjow (ur. 5 stycznia?/17 stycznia 1846 w Moskwie, zm. 2 października 1928 w Siergijewie) – rosyjski duchowny prawosławny, wielki schimnik, święty prawosławny.

## Życiorys

### Rodzina i wykształcenie
Był synem kapłana prawosławnego, protoprezbitera Aleksieja Sołowjowa, służącego w cerkwi św. Symeona Słupnika w Moskwie, i jego żony Marii zd. Protopopowej. Przyszły schimnich był jednym z dziesięciorga dzieci, które przyszły na świat w tym małżeństwie. Marija Sołowjowa zmarła w 1854 w czasie epidemii cholery. Od tego momentu dziećmi opiekował się ojciec, z pomocą swojej matki Anny Sołowjowej oraz opiekunki o imieniu Tatiana.
Przyszły duchowny otrzymał wykształcenie teologiczne w szkole duchownej przy Monasterze Spaso-Andronikowskim, a następnie w seminarium duchownym w Moskwie, gdzie był jednym z najlepszych absolwentów. Mimo to nie podjął studiów teologicznych, gdyż nie chciał zajmować się teologią na poziomie uniwersyteckim, a jedynie służyć jako diakon. 12 lutego 1867 ożenił się z Anną Smirnową, córką kapłana służącego w cerkwi św. Klemensa w Moskwie, którą znał od dzieciństwa. Tydzień po ślubie przyjął święcenia diakońskie z rąk metropolity moskiewskiego Filareta, który skierował go do służby w cerkwi św. Mikołaja. W 1868 w rodzinie Sołowjowów urodził się syn Michaił. Cztery lata później Anna Sołowjowa zmarła na gruźlicę.

### Biały duchowny
Po śmierci matuszki diakonem Sołowjowem zaopiekował się proboszcz parafii św. Mikołaja, protoprezbiter Wasilij Nieczajew. Polecił on młodemu duchownemu podjął pracę w wydawanej przy cerkwi gazecie „Duszepoleznoje cztienije”, gdzie Sołowjow zaczął publikować artykuły. Zaczął również czytać literaturę teologiczną, w tym teksty patrystyczne. Z niechęcią odnosił się natomiast do współczesnej literatury pięknej – surowo krytykował Tołstoja, zarzucając mu zniechęcanie ludzi do prawosławia; w powieści Bracia Karamazow cenił jedynie fragmenty poświęcone starcowi Zosimie. Równocześnie z pracą w gazecie został także katechetą w dwóch przytułkach dla sierot oraz prywatnym katechetą rodziny słowianofilskiego filozofa J. Samarina. Zaczął obracać się w kręgach słowianofilskich i brać udział w dyskusjach filozoficznych. Angażował się również w działalność charytatywną.
W 1895 został przeniesiony do pracy duszpasterskiej w soborze Zaśnięcia Matki Bożej na Kremlu moskiewskim. Przenosiny te miały związek z decyzją metropolity moskiewskiego Sergiusza, który wprowadził w soborze nowy rodzaj śpiewu cerkiewnego, w którym na klirosie śpiewać mieli kapłani i diakoni; diakon Fiodor Sołowjow znany był z pięknego głosu. 4 czerwca 1895 przyjął święcenia kapłańskie. W 1897 został spowiednikiem duchowieństwa służącego w soborze, zaś w 1898 otrzymał godność protoprezbitera.

### Mnich
W październiku tego samego roku ks. Sołowjow otrzymał zgodę na rozpoczęcie życia monastycznego. Początkowo zamieszkał osiąść w skicie Paraklit, placówce filialnej Ławry Troicko-Siergijewskiej, ostatecznie jednak trafił do Pustelni św. Zozyma i Smoleńskiej Ikony Matki Bożej, gdzie 30 listopada 1898 złożył wieczyste śluby mnisze przed igumenem Germanem, przyjmując imię zakonne Aleksy na cześć św. Aleksego, metropolity kijowskiego. W monasterze został spowiednikiem wspólnoty, śpiewał na klirosie i odprawiał nabożeństwa. Następnie zaprzestał śpiewania w chórze mnichów i powierzono mu obowiązek prowadzenia katechezy dla gorzej wykształconych teologicznie zakonników. Od 1906 jego jedynym obowiązkiem było spowiadanie mnichów i przybywających do pustelni pielgrzymów oraz udzielanie im rad i pouczeń duchownych – mnich Aleksy zyskał sławę świętego starca.
W 1908 mnich Aleksy rozpoczął jeszcze surowsze życie ascetyczne. Penitentów przyjmował odtąd jedynie w soboty i niedziele, przestał przyjmować w swojej celi świeckich pielgrzymów (poza rodziną syna), zaś innych mnichów dopuszczał do siebie jedynie w piątki, w określonych godzinach. Wśród spowiadających się u niego byli wielka księżna Elżbieta, Siergiej Bułgakow, Paweł Fłorienski, Nikołaj Durnowo i ihumenia Tamara (Mardżanowa), twórczyni skitu św. Serafina i Ikony Matki Bożej „Znak” pod Moskwą. Uczniom duchowym Aleksy polecał w szczególności lekturę Pisma Świętego, tekstów starca Doroteusza, Jana Klimaka oraz Jana Kronsztadzkiego. Zdaniem wiernych posiadał dar przewidywania przyszłości i widzenia wydarzeń z życia swoich rozmówców, o których nie mógł wiedzieć.
W 1914 jego stan zdrowia radykalnie się pogorszył. Dwa lata później zaprzestał przyjmowania uczniów duchownych i żył w całkowitej izolacji, uczestnicząc jedynie w nabożeństwach i regularnie spowiadając się przed ihumenem Germanem. Opuścił swoją celę dopiero w 1917, gdy został wybrany na jednego z delegatów duchowieństwa zakonnego na Sobór Lokalny Rosyjskiego Kościoła Prawosławnego. Jemu powierzono wybór nowego patriarchy moskiewskiego i całej Rusi poprzez losowanie jednej z trzech kart z imionami kandydatów, którzy w pierwszej turze wyborów uzyskali największą liczbę głosów. Tą drogą urząd patriarszy objął dotychczasowy metropolita moskiewski i kołomieński Tichon.
W 1919 Aleksy złożył śluby mnisze wielkiej schimy. Po likwidacji Pustelni św. Zozyma i Smoleńskiej Ikony Matki Bożej przez władze radzieckie w 1923, schimnich zamieszkał w domu swojej duchowej córki, W. Wierchowcewej, w Siergijewie. Był już wtedy obłożnie chory. Zmarł w 1928 i został pochowany na cmentarzu Kukujewskim w mieście, w którym przeżył ostatnie lata. W 1953 jego szczątki zostały ekshumowane i przeniesione na tzw. stary cmentarz w tej samej miejscowości, zaś w 1994 – do reaktywowanej Pustelni św. Zozyma i Smoleńskiej Ikony Matki Bożej.

## Kult
W 2000 został kanonizowany przez Rosyjski Kościół Prawosławny.